# Madsen (maskingevær)
 For alternative betydninger, se Madsen. (Se også artikler, som begynder med Madsen)
Madsen-maskingeværet er et dansk udviklet og produceret maskingevær, der siden patenteringen i 1901 er blevet solgt til 34 lande.
Udviklingen af en ny type maskingevær blev iværksat efter Danmarks nederlag i 1864 (kampene ved Dybbøl) mod Preussen. Tanken og princippet bag denne type var at udnytte energien i skuddet (rekyl), til automatisk at smide patronen ud, og føre den næste frem.
Løjtnanten Theodor Schouboe tog i 1901 patent på geværet, og Herman Madsen lod en fabrik til produktionen opføre. Navnet blev Compagnie Madsen, som senere blev til Riffelsyndikatet, og siden 1936 til det nuværende DISA (Dansk Industri Syndikat).
Under den russisk-japanske krig i 1904-05 beviste de 1.250 eksemplarer, Rusland havde indkøbt sin effektivitet, og betød at det begyndte at få et internationalt renommé. Således fortsatte Rusland med at anvende geværet under 1. verdenskrig, men også på den anden side hos f.eks. Østrig-Ungarn, blev det anvendt.
Krigen cementerede Madsens succes: Det var træfsikkert, pålideligt, og blev løbende udviklet og fornyet. De sidste brugere var i Portugal og Sydamerika. Brasiliens hær donerede sine til landets politi, som i 2008 valgte at skifte til et andet fabrikat. Dog rapporterede en brasiliansk avis i 2006 at det også havde fundet anvendelse hos narkotikagangstere i Argentina.